# Langeoog
Langeoog (in lingua frisone: "isola grande"; 19,67 km²; 1.900 ab. circa) è una delle sette isole abitate dell'arcipelago delle Frisone Orientali (Ostfriesische Inseln), gruppo di isole tedesche sul Mare del Nord appartenenti al land Bassa Sassonia (Niedersachsen, Germania nord-occidentale).
Dal punto di vista amministrativo, l'isola è un comune del circondario di Wittmund (targa: WTM), al quale appartiene anche l'isola di Spiekeroog.
L'isola è collegata alla terraferma da traghetti provenienti da Bensersiel e fa parte – come le altre isole dell'arcipelago del parco nazionale del Wattenmeer della Bassa Sassonia.

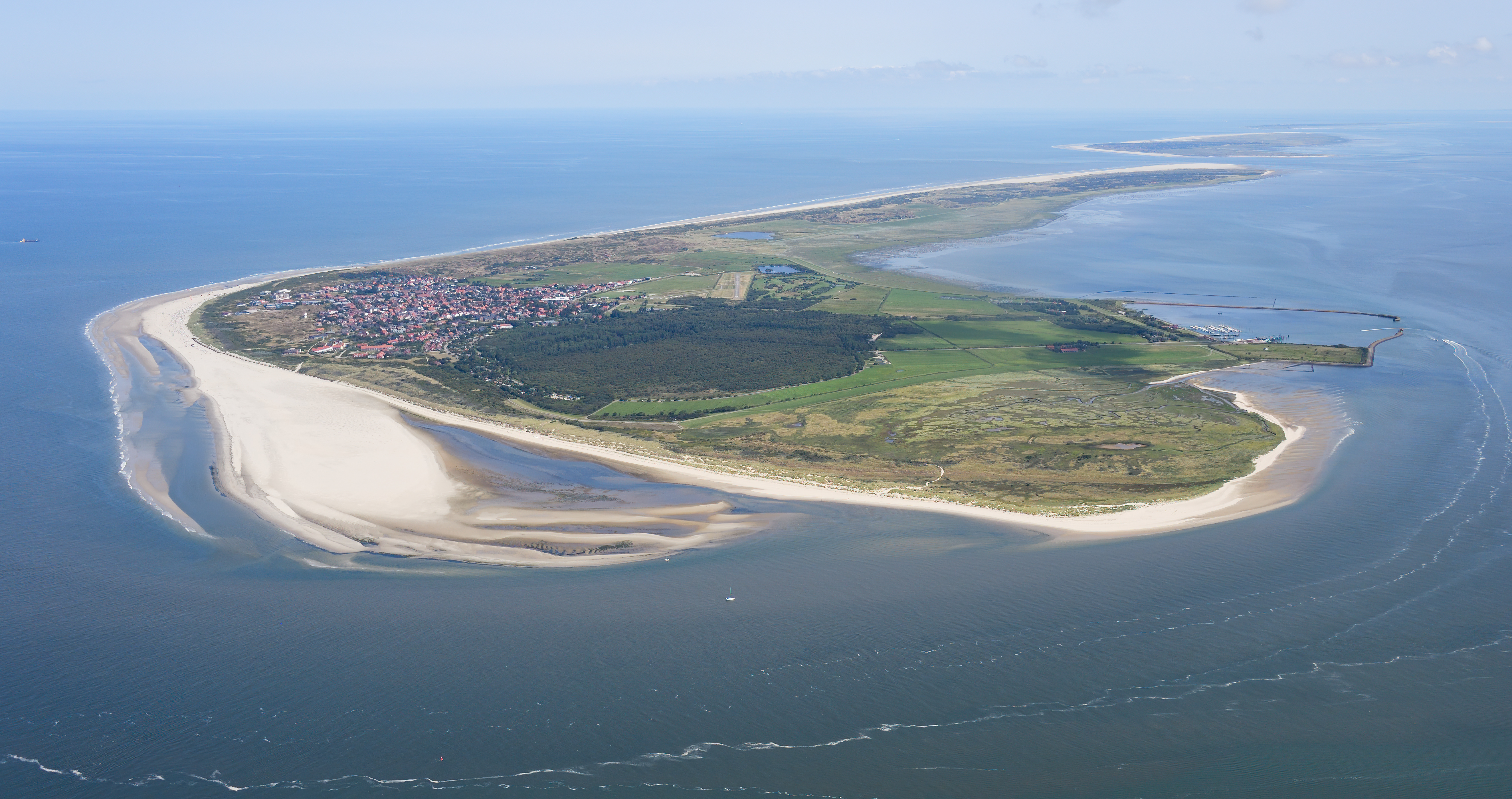
Veduta aerea

## Geografia fisica

### Collocazione
L'isola – considerando solo le isole abitate – è la terzultima da est delle Isole Frisone Orientali e si trova tra le isole di Baltrum (ad ovest di Langeoog) e Spiekeroog, al largo di Bensersiel.

### Territorio
Langeoog ha una spiaggia della lunghezza di circa 14 km, con dune che possono raggiungere l'altezza di 20 m. La duna più alta è la Melkhörndüne, che con oltre 20 m di altezza, è stata per lungo tempo la duna più alta della Frisia Orientale.

## Storia
L'isola fu sede di un lager nazista, con baracche per prigionieri prevalentemente di nazionalità russa